# Fulbert Youlou
Fulbert Youlou (ur. 9 lipca 1917 w Madibou, zm. 5 maja 1972 w Madrycie) – polityk kongijski i duchowny katolicki. Pierwszy prezydent tego kraju w latach 1960–1963.
Urodził się 9 lipca 1917 roku w pobliżu Brazzaville. Należał do plemienia Balali (jedna z trzech głównych podgrup ludu Bakongo). W 1946 roku przyjął święcenia kapłańskie. W 1949 roku został proboszczem w Brazzaville. Od 1955 roku aktywny politycznie. W 1956 został suspendowany: władze kościelne zawiesiły go w funkcjach kapłańskich, gdyż prowadził zbyt laickie życie. Pomimo zawieszenia dalej chodził ubrany w sutannę. W 1956 roku całkowicie poświęcił się działalności politycznej, organizując Związek Demokratyczny Obrony Interesów Afrykanów (UDDIA). W listopadzie tego samego roku wystartował w wyborach komunalnych. Został wybrany na burmistrza Brazzaville. W 1957 zdobył ze swoją partią przewagę jednego mandatu nad partią socjalistyczną w pierwszych wyborach. W 1958 roku objął urząd premiera tymczasowego rządu autonomicznego (po odsunięciu Jacques’a Opangaulta). W czerwcu 1959 UDDIA udało się zyskać 51 mandatów na całkowitą liczbę 61 członków izby ustawodawczej. Po ogłoszeniu niepodległości w 1960 roku zgromadzenie ustawodawcze wybrało go na stanowisko prezydenta republiki.
Jako prezydent zajmował opcję prozachodnią. W trakcie kryzysu kongijskiego popierał secesjonistów Moïse Tshombe i występował przeciwko tamtejszemu premierowi Patrice’owi Lumumbie. W sierpniu 1962 roku ogłosił dążenie do wprowadzenia systemu jednopartyjnego i rozpoczął rozprawę z politycznymi przeciwnikami. Dyktatorskie rządy budziły coraz większy sprzeciw. Antyrządowe akcje związków zawodowych wywołąły na wiosnę 1963 roku otwarty konflikt. 13–15 sierpnia tego samego roku w stolicy doszło do rozruchów w trakcie których Youlou został obalony i aresztowany. W lutym 1965 roku zbiegł z kraju i przedostał się do Kongo-Kinszasy, gdzie korzystał z gościnności Moïse Tshombego. Po obaleniu Tshombe ponownie salwował się ucieczką. Na początku 1966 roku osiadł w Madrycie, gdzie zmarł 5 maja 1972 roku.